# Bohemians Praga 1905

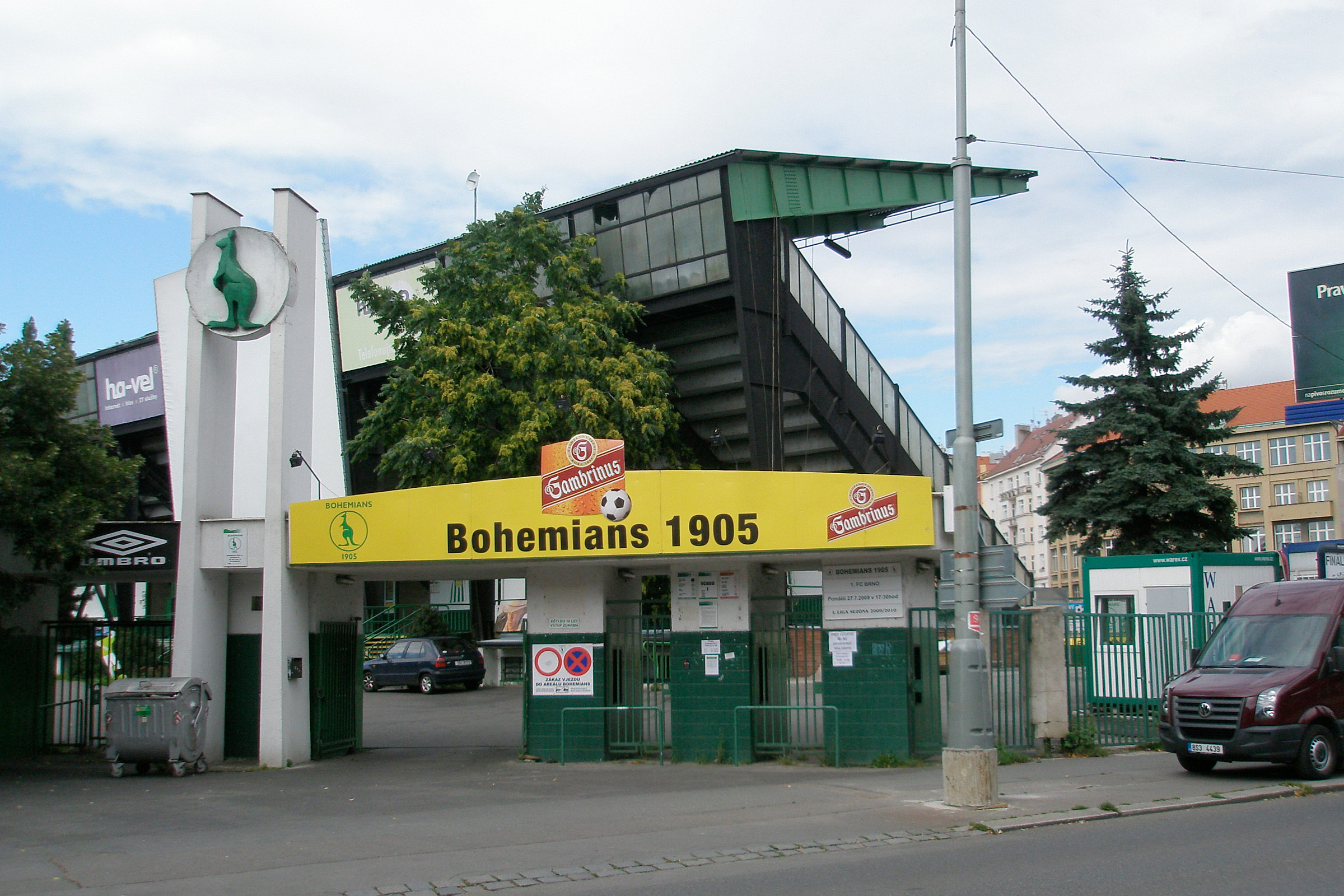
Wejście na stadion z widocznym logo klubu

Bohemians Praga 1905 (cz. Bohemians Praha 1905) – czeski klub piłkarski z siedzibą w Pradze (Vršovice), założony w 1905 pod nazwą AFK Vršovice, występujący w rozgrywkach czeskiej ekstraklasy. Najbardziej znanym piłkarzem w historii klubu jest Antonín Panenka. W Bohemians grał również Stanislav Levý, późniejszy trener Śląska Wrocław.

## Historia

### Wyprawa do Australii
W 1926 Czechosłowacki Związek Piłki Nożnej otrzymał zaproszenie od federacji australijskiej na tournée dla reprezentacji, jednak odmówił takiego wyjazdu. Podobnie uczyniły Slavia Praga oraz Viktoria Žižkov. Z oferty skorzystał  zarząd AFK Vršovice i 7 kwietnia 1927 na dworcu kolejowym Praha hlavní nádraží delegacja tego klubu wsiadła do pociągu jadącego do Neapolu, skąd 10 kwietnia 1927 włoskim parowcem Orsova wypłynęła w 23-dniowy rejs do Australii via Port Said w Egipcie i Kolombo na Cejlonie. 16 graczom towarzyszyło dwóch działaczy: szef wyprawy Zdislav Práger, a także sekretarz Zdeněk Kalina. Z uwagi na fakt, że bramkarz Bělík odbywał służbę wojskową i nie uzyskał zgody na wyjazd, wypożyczono dwóch bramkarzy: Antonína Kuldę z Rapidu Vinohrady oraz Josefa Šejbla z Bubeneca. Mając świadomość trudnej do wymówienia dla obcokrajowców nazwy AFK Vršovice, a także trudności ze zlokalizowaniem Vršovic, na czas tournée władze tego klubu pragmatycznie (bo z angielskiego) nazwały zespół – Bohemians (Czesi), co poniekąd miało nawiązywać do pierwotnego planu Australijczyków dotyczącego zaproszenia reprezentacji kraju, jak również stanowić międzynarodową promocję dla utworzonego kilka lat wcześniej państwa. Podczas wyjazdu zespół rozegrał 20 towarzyskich spotkań, w tym 1 pojedynek przeciwko drużynie brytyjskich żołnierzy, podczas przystanku w podróży na Cejlonie 23 kwietnia oraz 19 meczów w kilku największych australijskich miastach – pomiędzy 5 maja a 2 lipca. W Brisbane Minister Spraw Publicznych stanu Queensland podarował drużynie parę kangurów przeznaczoną dla prezydenta Czechosłowacji – Tomáša Masaryka, który później przyjął zwierzęta symbolicznie, przekazując je praskiemu ogrodowi zoologicznemu. Australijska trasa nadała klubowi całkowicie nową tożsamość. Robocza i tymczasowa nazwa Bohemians stała się nową oficjalną nazwą klubu, a klubowy herb od czasu powrotu stanowił kangur.

### Dekada sukcesów
„Złoty okres” klubu przypadł na lata 80. XX wieku, gdy „Bohemka” stała się czołową drużyną czechosłowackiej ekstraklasy. Pomiędzy sezonami 1979/80 i 1986/87 tylko raz nie znalazła się na ligowym podium, a w edycji 1982/1983 wywalczyła pierwsze i jedyne mistrzostwo kraju. Ponadto w 1982 zagrała w finale Pucharu Czechosłowacji, ulegając 4:1 Slovanowi Bratysława. Dopełnieniem najlepszego czasu w historii „Klokanów” był sukces w europejskich pucharach. W sezonie 1982/83 dotarli oni bowiem do półfinału Pucharu UEFA, przegrywając z późniejszym tryumfatorem – Anderlechtem (0:1 i 1:3).

### Bankructwo
W 1993 sekcja piłkarska odłączyła się od wielosekcyjnego TJ Bohemians Praga, stając się odrębnym podmiotem prawnym o nazwie FC Bohemians Praga, a z czasem spółką akcyjną. Od tego czasu zespół dwa razy spadał z czeskiej ekstraklasy i dwukrotnie do niej wracał. Trzecia relegacja do II ligi nastąpiła w edycji 2002/03, a sezon później nie powiodła się próba awansu do najwyższej klasy rozgrywkowej. Na domiar złego, w wyniku kilkuletniego fatalnego zarządzania, klub popadł w poważne problemy finansowe. Wobec braku spłat wierzycieli, a na koniec 2004 jego dług szacowano na 40 mln koron. Z tego powodu, 1 lutego 2005 spółka ogłosiła upadłość. Tym samym - w jubileuszowym roku stulecia założenia – klub utracił licencję i nie dokończył rozgrywek II ligi sezonu 2004/05. Ówczesny właściciel FC Bohemians Praga – Michal Vejsada nie chcąc, by nazwa oraz logo klubu stały się częścią rozliczenia majątkowego, uzyskał zgodę TJ Bohemians Praga na przeniesienie nazwy i logo do trzecioligowego FC Střížkov Praga 9, utworzonego w 1996, a od 2005 funkcjonującego pod nazwą FK Bohemians Praga. Niemal od razu po ogłoszeniu upadłości kibice zaczęli oferować klubowi pomoc, a 3 lutego 2005 ogłoszono powstanie inicjatywy kibicowskiej S.O.S. Klokan, która zaczęła koordynować pomoc sympatyków. 21 marca 2005 owo nieformalne stowarzyszenie przekształciło się w Družstva fanoušků Bohemians (DFB), organizację zrzeszającą osoby, którym los klubu nie był obojętny, a która postawiła sobie za cel uratowanie klubu. Chciała to osiągnąć poprzez zawarcie ugody z syndykiem masy upadłości, na podstawie której wykupi prawa do udziału w rozgrywkach wraz z możliwością rejestracji zawodników. Inicjatywa ta spotkała się z dużym odzewem, a DFB otrzymało wsparcie finansowe nie tylko od zarejestrowanych członków, ale także z innych źródeł. Działalność DFB spotkała się również z życzliwością niektórych podmiotów, którym FC Bohemians Praga była winna pieniądze, a którzy postanowili nie dochodzić swoich roszczeń. DFB nawiązał współpracę ze stowarzyszeniem AFK Vršovice, które odkupiło od syndyka nie tylko prawa do klubu, ale także ciągłość historyczną, co również zostało uznane przez Czesko-Morawską Federację Piłkarską (ČMFS). Pod koniec czerwca 2005 ČMFS zezwoliła na zmianę nazwy klubu z AFK Vršovice na Bohemians 1905 i pod nową nazwą drużyna przystąpiła do zmagań III ligi sezonu 2005/06.

### Spory sądowe
Wydarzenie to doprowadziło latem 2005 do wybuchu sporu o nazwę pomiędzy Bohemians 1905 (wcześniej AFK Vršovice) a FK Bohemians Praga (wcześniej FC Střížkov Praga 9). Od tego czasu w rozgrywkach ligowych występowały dwa kluby o nazwie Bohemians. Decyzją Urzędu Własności Przemysłowej z 25 maja 2009 jedynym uprawnionym do używania tych znaków (w tym symbolu kangura) i barw jest Bohemians 1905. W wyniki złożonego przez FK Bohemians Praga odwołania, 17 września 2009 unieważniono tę decyzję, rozpoczynając postępowanie od nowa. 7 lipca 2011 Urząd Własności Przemysłowej ponownie zdecydował, że Bohemians 1905 jest właścicielem praw do znaku towarowego w postaci kangura w podwójnym kole i napisu Bohemians Praga dla działalności sekcji piłkarskiej. Decyzja weszła w życie 11 lipca 2011.

## Dotychczasowe nazwy
- 1905–1927: AFK Vršovice
- 1927–1940: AFK Bohemians
- 1940–1945: AFK Bohemia
- 1945–1948: AFK Bohemians
- 1948–1952: Železničáři Praga
- 1953–1961: Spartak Praga Stalingrad
- 1961–1964: ČKD Praga
- 1965–1993: Bohemians ČKD Praga
- 1993–1999: FC Bohemians Praga
- 1999–2001: CU Bohemians Praga
- 2002–2005: FC Bohemians Praga
- 2005–2013: Bohemians 1905
- od 2013: Bohemians Praga 1905

## Osiągnięcia
- Mistrzostwo Czechosłowacji: 1983
- Wicemistrzostwo Czechosłowacji: 1985
- 3. miejsce mistrzostw Czechosłowacji: 1927, 1931, 1932, 1949, 1950, 1975, 1980, 1981, 1982, 1984, 1987
- Finał Pucharu Czechosłowacji: 1982
- Półfinał Pucharu UEFA: 1983
- Puchar Czech Środkowych: 1942

## Europejskie puchary
Legenda do wszystkich tabel:
- Q – runda eliminacyjna, 1/16, 1/8, 1/4, 1/2 – odpowiednia faza rozgrywek, Grupa – runda grupowa, 1r gr – pierwsza runda grupowa, 2r gr – druga runda grupowa, F – finał, R – runda, PO – play-off
- k. – rzuty karne, los. – losowanie, Dogr. – dogrywka, w. – zasada bramek strzelonych na wyjeździe

| Sezon   | Rozgrywki               | Runda | Przeciwnik            | Dom | Wyjazd | Ogólnie     |
| ------- | ----------------------- | ----- | --------------------- | --- | ------ | ----------- |
| 1975/76 | Puchar UEFA             | 1R    | Budapest Honvéd FC    | 1–2 | 1–1    | 2–3         |
| 1979/80 | Puchar UEFA             | 1R    | Bayern Monachium      | 0–2 | 2–2    | 2–4         |
| 1980/81 | Puchar UEFA             | 1R    | Sporting Gijón        | 3–1 | 1–2    | 4–3         |
| 1980/81 | Puchar UEFA             | 2R    | Ipswich Town          | 2–0 | 0–3    | 2–3         |
| 1981/82 | Puchar UEFA             | 1R    | Valencia CF           | 0–1 | 0–1    | 0–2         |
| 1982/83 | Puchar UEFA             | 1R    | Admira Wacker Mödling | 5–0 | 2–1    | 7–1         |
| 1982/83 | Puchar UEFA             | 2R    | AS Saint-Étienne      | 4–0 | 0–0    | 4–0         |
| 1982/83 | Puchar UEFA             | 1/8   | Servette FC           | 2–1 | 2–2    | 4–3         |
| 1982/83 | Puchar UEFA             | 1/4   | Dundee United         | 1–0 | 0–0    | 1–0         |
| 1982/83 | Puchar UEFA             | 1/2   | RSC Anderlecht        | 0–1 | 1–3    | 1–4         |
| 1983/84 | Puchar Europy           | 1R    | Fenerbahçe SK         | 4–0 | 1–0    | 5–0         |
| 1983/84 | Puchar Europy           | 1/8   | Rapid Wiedeń          | 2–1 | 0–1    | 2–2, w.     |
| 1984/85 | Puchar UEFA             | 1R    | Apollon Limassol      | 6–1 | 2–2    | 8–3         |
| 1984/85 | Puchar UEFA             | 2R    | AFC Ajax              | 1–0 | 0–1    | 1–1, k: 4–2 |
| 1984/85 | Puchar UEFA             | 1/8   | Tottenham Hotspur     | 1–1 | 0–2    | 1–3         |
| 1985/86 | Puchar UEFA             | 1R    | Győri ETO FC          | 4–1 | 1–3    | 5–4, Dogr.  |
| 1985/86 | Puchar UEFA             | 2R    | 1. FC Köln            | 2–4 | 0–4    | 2–8         |
| 1987/88 | Puchar UEFA             | 1R    | KSK Beveren           | 1–0 | 0–2    | 1–2         |
| 2023/24 | Liga Konferencji Europy | 2Q    | FK Bodø/Glimt         | 2–4 | 0–3    | 2–7         |

## Skład w sezonie 2020/21
| Nr | Poz. | Piłkarz                             |
| -- | ---- | ----------------------------------- |
| 1  | BR   | Roman Valeš                         |
| 3  | OB   | Till Schumacher                     |
| 4  | PO   | Josef Jindřišek                     |
| 5  | OB   | David Bartek                        |
| 6  | PO   | Władisław Lowin                     |
| 7  | PO   | Petr Hronek                         |
| 8  | NA   | Matěj Pulkrab (wyp. z Sparty Praga) |
| 9  | NA   | Ibrahim Keita                       |
| 10 | NA   | Jakub Nečas                         |
| 11 | PO   | Vojtěch Novák                       |
| 12 | PO   | Filip Hašek                         |
| 13 | NA   | Pavel Osmančík                      |
| 15 | OB   | Daniel Krch                         |
| 16 | OB   | Martin Dostál                       |
| 17 | PO   | Jan Vodháněl                        |

| Nr | Poz. | Piłkarz                                  |
| -- | ---- | ---------------------------------------- |
| 19 | PO   | Roman Květ                               |
| 20 | OB   | Jan Vondra                               |
| 21 | OB   | Lukáš Pokorný (wyp. z Slavii Praga)      |
| 22 | PO   | Antonín Vaníček                          |
| 23 | OB   | Daniel Köstl                             |
| 24 | NA   | David Puškáč                             |
| 25 | PO   | Kamil Vacek                              |
| 26 | BR   | Marek Kouba                              |
| 27 | OB   | Jiří Bederka                             |
| 28 | OB   | Lukáš Hůlka                              |
| 29 | NA   | Michael Ugwu                             |
| 32 | OB   | Daniel Kosek (wyp. z Slavii Praga)       |
| 37 | NA   | Tomáš Necid                              |
| 89 | BR   | Patrik Le Giang                          |
| 99 | BR   | Hugo Jan Bačkovský (wyp. z Sparty Praga) |